# HMS Gurkha (G63)
L'HMS Gurkha va ser un destructor de classe L de la Royal Navy britànica durant la Segona Guerra Mundial. Originalment s'havia de anomenar Larne d'acord amb la seva carta de classe. No obstant això, després que el Gurkha de la classe Tribal fos enfonsat l'abril de 1940, els oficials i els homes dels regiments Gurkha van subscriure cadascun un dia de sou per substituir-la i el Larne va ser rebatejat abans de ser avarat.
El seu únic comandant (el comandant Charles Nugent Lentaigne) era germà de Joe Lentaigne, que era un oficial del 4t Gurkha (del Príncep de Gal·les).

## Construcció i disseny
El 31 de març de 1938 es va fer una comanda a Cammell Laird per al Larne, un dels vuit destructors de classe L ordenats aquell dia i es va establir el 18 d'octubre de 1938, el primer de la seva classe.
L'abril de 1940, el destructor de classe Tribal Gurkha va ser enfonsat a Noruega, i al juny es va decidir rebatejar Larne com a Gurkha per continuar la relació entre el vaixell i el Regiment Gurkha. Va ser avarat el 8 de juliol de 1940 per Mary Churchill, la filla petita del primer ministre i la seva dona Clementine. Amb només 17 anys aleshores, més tard va recordar l'"emoció i il·lusió" del llançament, qualificant l'ocasió d'"emocionant":
| « | Va ser un dia preciós i vaig batejar el vaixell nou amb més orgull. En aquell moment era costum que els constructors de vaixells fessin un regal al patrocinador d'un vaixell: el meu "premi" va ser un preciós collaret de diamants victorià. | » |

Els seus pares no van ser presents al llançament, però Soames diu que quan va arribar a casa van ser "... els meus diamants els van fer caure". Fins i tot al final de la seva vida, va recordar el bateig com un "conte de fades".
La classe L tenia la intenció de tenir un armament principal de sis canons Mark XI QF de 4,7 polzades en tres muntatges Mark XX bessons tancats, però els retards en la producció del nou muntatge van donar lloc a la decisió de juliol de 1940 de completar quatre de la classe, incloent-hi el Gurkha, amb un armament de canó principal revisat de vuit canons navals QF de 4 polzades (100 mm) Mk XVI en quatre muntatges bessons. L'armament antiaeri de prop consistia en un "pom-pom" quàdruple de 2 lliures (40 mm), dos canons únics de 20 mm i dos muntatges de metralladores Vickers .50 quàdruple. Es van instal·lar vuit tubs de torpede de 21 polzades (533 mm) en dos muntatges quàdruples. A més portaven 110 càrregues de profunditat.
El Gurkha va assolir una velocitat de 33,73 nusos (62,47 km/h; 38,82 mph) a les proves de mar i es va completar el 18 de febrer de 1941.

## Historial de serveis
En posar-se en servei, el Gurkha es va unir a l'11è Grup d'Escortes. El 25 de març de 1941, el vaixell de vapor Beaverbrae va ser enfonsat pels bombarders alemanys i el Gurkha, juntament amb el destructor Tartar van rescatar-ne la tripulació. Mentre tornava a Scapa Flow l'endemà, Gurkha va xocar amb un vaga de fusta, enfonsant el vaixell de pesca i patint greus danys. Va estar en reparació a Rosyth fins al juny de 1941.

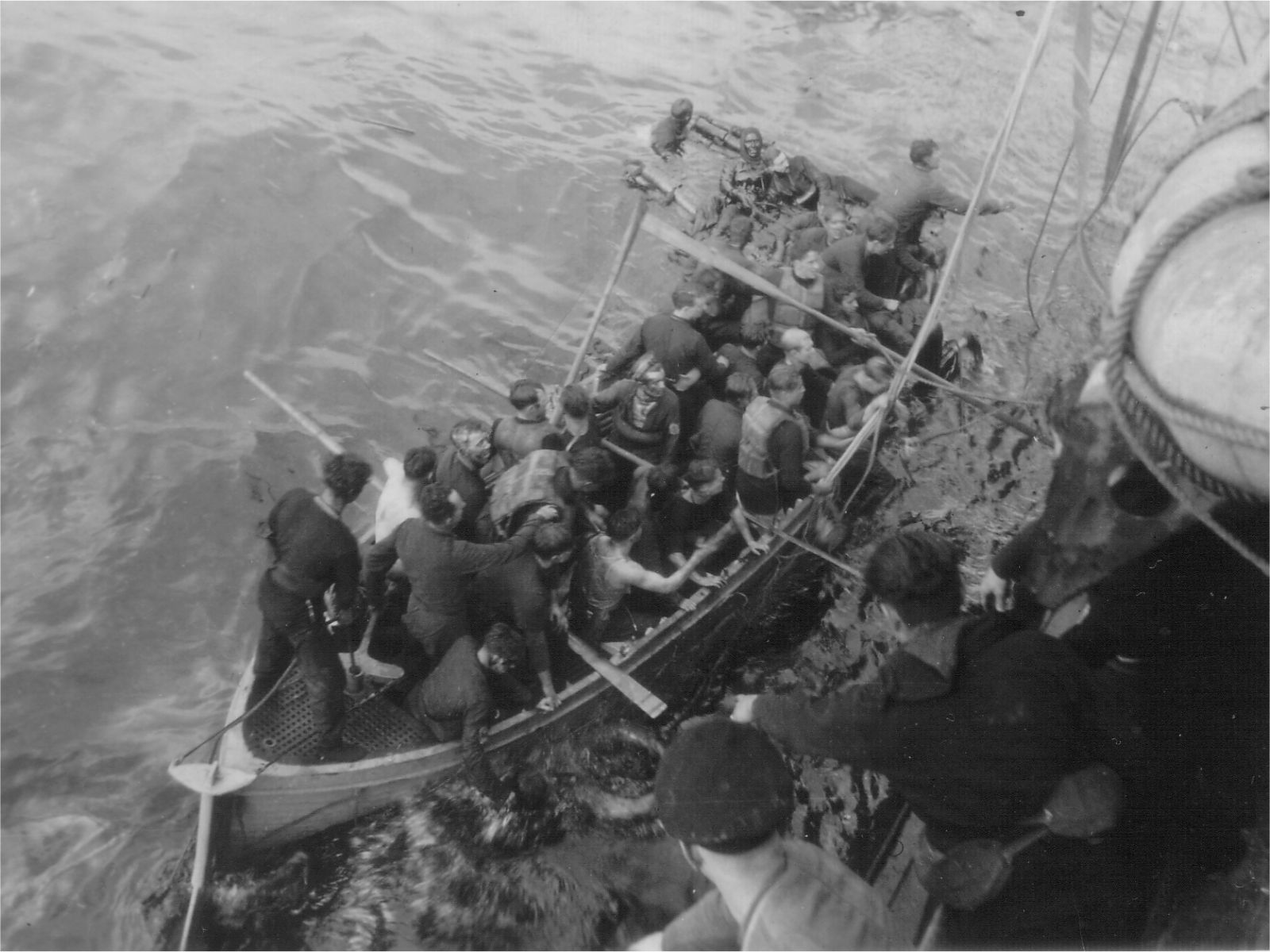
Alguns dels supervivents de l'HMS Gurkha arribant al destructor neerlandès Isaac Sweers.

Després de la reparació, Gurkha va ser desplegat en funcions d'escorta de combois a les aproximacions occidentals. Va protegir els combois de Malta (1941), va destruir el submarí italià Adua i va vigilar els combois del Regne Unit fins a Gibraltar.
Va ser torpedinat per l'U-133 davant de Sidi Barrani el 17 de gener de 1942 i es va enfonsar després de 90 minuts. Els membres de la tripulació supervivents van ser salvats pel destructor neerlandès Isaac Sweers. 

## Bibliografa
- Blair, Clay. Hitler's U-Boat War: The Hunters 1939–1942.  Londres: Cassell & Co, 2000. ISBN 0-304-35260-8.
- English, John. Afridi to Nizam: British Fleet Destroyers 1937–43.  Gravesend, UK: World Ship Society, 2001. Plantilla:Listed Invalid ISBN.
- Conway's All The World's Fighting Ships 1922–1946.  Londres: Conway Maritime Press, 1980. ISBN 0-85177-146-7.
- Lenton, H.T.. British Fleet and Escort Destroyers Volume One.  Londres: Macdonald & Co., 1970. ISBN 0-356-02950-6.
- Rohwer, Jürgen; Hümmelchen, Gerhard. Chronology of the War at Sea 1939–1945.  Londres: Greenhill Books, 1992. ISBN 1-85367-117-7.
- Smith, Peter C. Fighting Flotilla: RN Laforey Class Destroyers in WW2. 2nd.  Barnsley, UK: Pen & Sword Maritime, 2010. ISBN 978-1-84884-273-1.
- Whitley, M. J.. Destroyers of World War : An International Encyclopedia.  Londres: Cassell & Co., 2000. ISBN 1-85409-521-8.